# Метростанция „Александър Малинов“
Метростанция „Александър Малинов“ е станция от линия М1 на Софийското метро, въведена в експлоатация на 8 май 2015 г.

## Местоположение
Метростанция „Александър Малинов“ е разположена между ж.к. „Младост 2“ и ж.к. „Младост 3“ под пътното платно на бул. „Александър Малинов“ в участъка между бул. „Андрей Ляпчев“ и улиците „Св. Киприан“ и „Филип Аврамов“. Тя е с два вестибюла с общо 6 вход/изхода, разположени на тротоарите на бул. „Александър Малинов“ в близост до кръстовищата му с двете улици.
| № | Име на вход/изход       | Достъпност |
| - | ----------------------- | ---------- |
| 1 | бул. Андрей Ляпчев      | асансьор   |
| 2 | ж.к. Младост 1          | асансьор   |
| 3 | ж.к. Младост 1А         | асансьор   |
| 4 | бул. Александър Малинов |            |
| 5 | ж.к. Младост 2          | асансьор   |
| 6 | ж.к. Младост 3          | асансьор   |

## Архитектурно оформление
Архитект на станцията е Ирена Дерлипанска. Концепцията за интериорното оформление е подчинена на идеята за пресъздаване на стилизирана среда. Вместо обичайните дизайнерски похвати на естетизиране на затворено подземно пространство, тук се използва живописно-графична аналогия и знакови кодове на горски пейзаж. Художественото решение, без реалистична имитация, чрез подобна стилизация, придава усещане за чиста балансираност на цвят и форма.

## Връзки с градския транспорт

### Автобусни линии
Метростанция „Александър Малинов“ се обслужва от 7 автобусни линии от дневния градски транспорт и 1 линия от нощния транспорт:
- Автобусни линии от дневния транспорт: 4, 76, 88, 111, 213, 305, 314
- Автобусни линии от нощния транспорт: N1